# バルト・フェルブルッヘン
バルト・フェルブルッヘン（Bart Verbruggen, 2002年8月18日 - ）は、オランダ・ブレダ出身のプロサッカー選手。プレミアリーグ・ブライトン・アンド・ホーヴ・アルビオンFC所属。オランダ代表。ポジションはゴールキーパー。

## 経歴

### クラブ
地元のアマチュアクラブであるWDS '19でサッカーを始め、アルノ・ヴァン・ズワムのGKアカデミーで指導を受けた後、2014年にNACブレダの下部組織に入団。2019年にブレダと初のプロ契約を交わし、クラブで高い評価を得ていたが、トップチームで公式戦に出場するまでには至らなかった。
2020年8月26日、ベルギーのアンデルレヒトに移籍。2021年5月2日、ベルギー・ファースト・ディビジョンA・プレイオフ1のクラブ・ブルッヘ戦でプロデビュー。2023年2月、UEFAヨーロッパカンファレンスリーグ・決勝トーナメントプレイオフのルドゴレツ・ラズグラド戦ではPK戦までもつれ込んだが、相手のキッカー3人を連続してストップし、ラウンド16進出の立役者となった。
2023年7月3日、5年契約でイングランドのブライトン・アンド・ホーヴ・アルビオンに移籍。移籍金はおよそ1,630万ポンドと報じられている。シーズン開幕から2試合はジェイソン・スティールが起用されたが、リーグ第3節のウェストハム・ユナイテッド戦で先発に起用され、プレミアリーグ初出場を果たした。以降はスティールと併用され、公式戦24試合に出場した。

### 代表
2019年、FIFA U-17ワールドカップのメンバーに選出されたが、控えGKの立場であり、ここでの出場機会はなかった。
同年10月11日、U-18ベルギーとの親善試合で世代別代表初出場。
2023年3月、UEFA EURO 2024予選のフランス戦およびジブラルタル戦に臨むメンバーに召集され、初めてA代表に名を連ねたが、その後フェルブルッヘンを含む5名がウイルス感染症（COVID-19ではない）に罹り、このメンバーから離脱を余儀なくされた。10月13日、同予選のフランス戦でA代表初出場。
2024年5月29日、UEFA EURO 2024のメンバーに選出された。同大会では正GKとして全試合に出場し、チームのベスト4進出に貢献した。

## 個人成績

### クラブ
| 国内大会個人成績 | 国内大会個人成績 | 国内大会個人成績 | 国内大会個人成績 | 国内大会個人成績 | 国内大会個人成績 | 国内大会個人成績 | 国内大会個人成績 | 国内大会個人成績 | 国内大会個人成績 | 国内大会個人成績 | 国内大会個人成績 |
| 年度             | クラブ           | 背番号           | リーグ           | リーグ戦         | リーグ戦         | リーグ杯         | リーグ杯         | オープン杯       | オープン杯       | 期間通算         | 期間通算         |
| 年度             | クラブ           | 背番号           | リーグ           | 出場             | 得点             | 出場             | 得点             | 出場             | 得点             | 出場             | 得点             |
| ベルギー         | ベルギー         | ベルギー         | ベルギー         | リーグ戦         | リーグ戦         | リーグ杯         | リーグ杯         | ベルギー杯       | ベルギー杯       | 期間通算         | 期間通算         |
| ---------------- | ---------------- | ---------------- | ---------------- | ---------------- | ---------------- | ---------------- | ---------------- | ---------------- | ---------------- | ---------------- | ---------------- |
| 2020-21          | アンデルレヒト   | 16               | ファーストA      | 6                | 0                | -                | -                | 0                | 0                | 6                | 0                |
| 2021-22          | アンデルレヒト   | 16               | ファーストA      | 1                | 0                | -                | -                | 0                | 0                | 1                | 0                |
| 2022-23          | アンデルレヒト   | 16               | ファーストA      | 17               | 0                | -                | -                | 1                | 0                | 18               | 0                |
| イングランド     | イングランド     | イングランド     | イングランド     | リーグ戦         | リーグ戦         | FLカップ         | FLカップ         | FAカップ         | FAカップ         | 期間通算         | 期間通算         |
| 2023-24          | ブライトン       | 1                | プレミアリーグ   | 21               | 0                | 1                | 0                | 2                | 0                | 24               | 0                |
| 2024-25          | ブライトン       | 1                | プレミアリーグ   | 36               | 0                | 1                | 0                | 3                | 0                | 40               | 0                |
| 通算             | ベルギー         | ベルギー         | ファーストA      | 24               | 0                | -                | -                | 1                | 0                | 25               | 0                |
| 通算             | イングランド     | イングランド     | プレミアリーグ   | 57               | 0                | 2                | 0                | 5                | 0                | 64               | 0                |
| 総通算           | 総通算           | 総通算           | 総通算           | 81               | 0                | 2                | 0                | 6                | 0                | 89               | 0                |

### 代表
| オランダ代表 | 国際Aマッチ | 国際Aマッチ |
| 年           | 出場        | 得点        |
| ------------ | ----------- | ----------- |
| 2023         | 4           | 0           |
| 2024         | 14          | 0           |
| 2025         | 2           | 0           |
| 通算         | 20          | 0           |

## タイトル

### 個人
- アンデルレヒト シーズン最優秀選手（2022-23）[14]